# Cinzia Cavazzuti
Cinzia Cavazzuti (Modena, 12 settembre 1973) è una judoka italiana, finalista ai Giochi di Sidney del 2000 e di Atene del 2004 e campionessa europea ai campionati senior nei Campionati europei di judo di Maribor 2002.

## Biografia
Nasce a Modena, ma la famiglia si trasferisce l'anno successivo a Cinisello Balsamo, dove inizia a praticare la disciplina nel 1979 presso la società Asahi Cinisello con il Maestro Orazio Castellan e successivamente con il Maestro Hidenobu Yano; 
dopo vari cambi di tesseramento (società Forza e Costanza Brescia e Isao Okano Sovico) ritorna a Cinisello nel 1997 nella società fondata dal padre Mirco Cavazzuti, l'Isao Okano club '97 (allenatore Diego Brambilla). Gli ultimi 3 anni di tesseramento sono presso il Judo club Frascati.
Nel corso della sua carriera ha partecipato a due edizioni dei Giochi olimpici estivo, a Sidney 2000 classificandosi al quinto posto nella finale e a Atene 2004 classificandosi al settimo posto. 
Ha vinto la medaglia d'oro ai Campionati europei del 2002 a Maribor.
È laureata all'Accademia di Belle Arti di Brera in Pittura e in Scienze Motorie all'Università degli Studi di Pavia.
Attualmente è vicepresidente del Comitato regionale lombardo della Fijlkam-Coni per il settore judo.

## Palmarès
| Anno | Manifestazione          | Sede       | Evento | Risultato | Note |
| ---- | ----------------------- | ---------- | ------ | --------- | ---- |
| 1998 | Europei                 | Bratislava | 57 kg  | Bronzo    |      |
| 2000 | Giochi olimpici         | Sydney     | 57 kg  | 5ª        |      |
| 2001 | Europei                 | Parigi     | 57 kg  | Bronzo    |      |
| 2001 | Giochi del Mediterraneo | Tunisi     | 57 kg  | Oro       |      |
| 2002 | Europei                 | Maribor    | 57 kg  | Oro       |      |
| 2002 | Mondiali                | Parigi     | 57 kg  | 5ª        |      |
| 2004 | Europei                 | Bucarest   | 57 kg  | Bronzo    |      |
| 2004 | Giochi olimpici         | Atene      | 57 kg  | 7ª        |      |

## Altri risultati internazionali
1997
- Bronzo al Campionato europeo a squadre ( Roma)

1998
- Bronzo al Campionato europeo a squadre ( Villaco)

1999
- Bronzo al Campionato europeo a squadre ( Istanbul)

2001
- Bronzo al Campionato europeo a squadre ( Madrid)
- Oro al Grand Prix Siviglia ( Siviglia)

2002
- Bronzo al Campionato del mondo a squadre ( Basilea)
- Argento al Grand Prix Bucarest ( Bucarest)

## Campionati nazionali
Campionati nazionali
- 4ª titoli italiani assoluti;
- 5ª titoli in Coppa Italia.

## Riconoscimenti
- Medaglia di bronzo al valore atletico del Coni 1996, 1998, 2000

- Spiga d'Oro del Comune di Cinisello Balsamo nel 2000[4]